# Dunaferr SE (piłka siatkowa)
Dunaferr SE – węgierska męska drużyna siatkarska z siedzibą w mieście Dunaújváros. W sezonie 2014/2015 klub uczestniczy w rozgrywkach Nemzeti Bajnokság I.

## Historia
Chronologia nazw
- 1951: Dunaújvárosi Kohász Sportegyesület (SE)
- 1989: Dunaferr Sportegyesület (SE)

## Sukcesy
- Mistrzostwa Węgier:
  -  1. miejsce (1x): 2002
  -  2. miejsce (2x): 2001, 2004
  -  3. miejsce (7x): 1998, 1999, 2003, 2008, 2010, 2011, 2014
- Puchar Węgier:
  -  2. miejsce (2x): 2008, 2011